# 漢諾-奧潘林卡

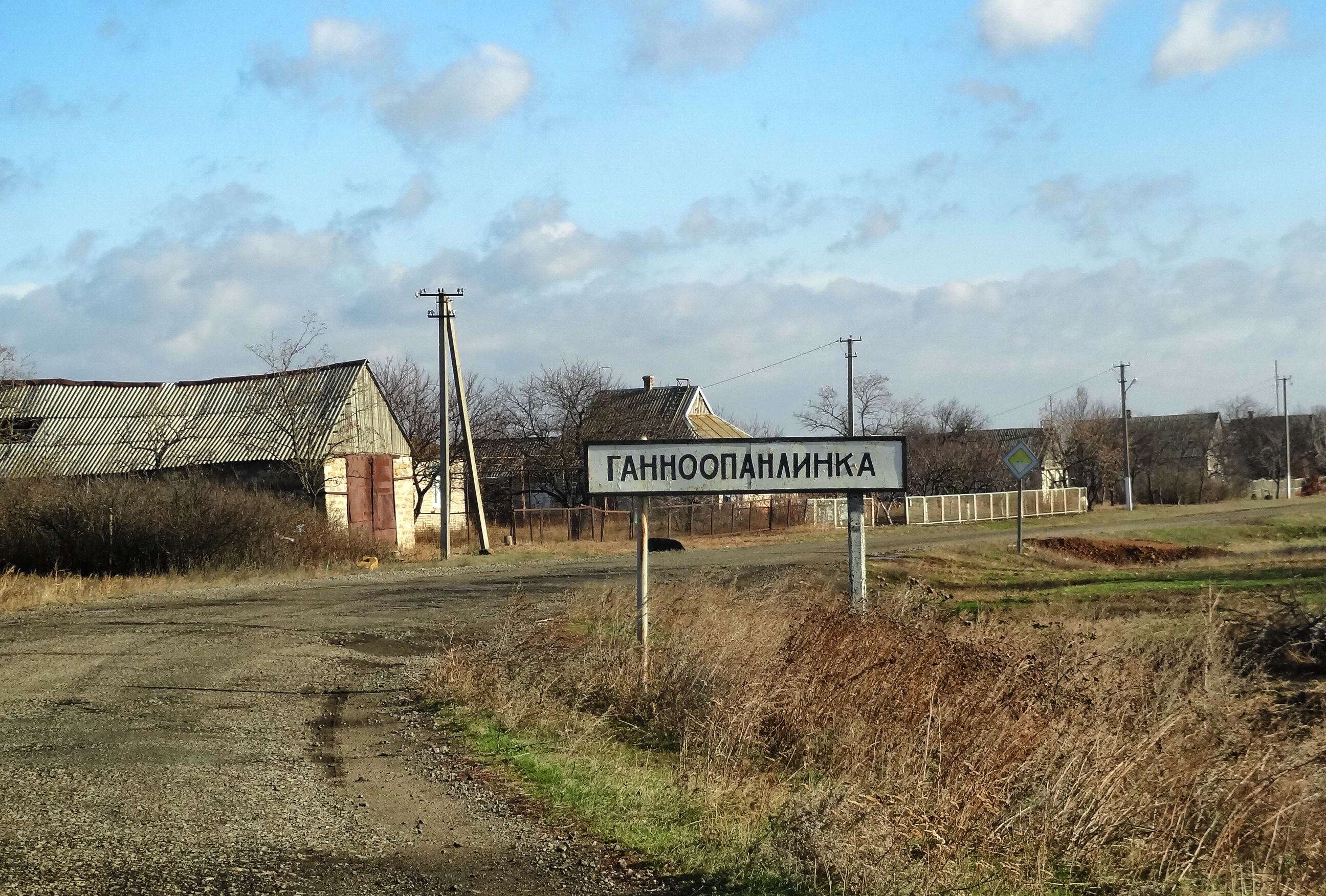
村前的路牌

46°53′18″N 35°54′20″E / 46.88833°N 35.90556°E
汉諾-奧潘林卡（烏克蘭語：Ганно-Опанлинка）是位於烏克蘭東南部的村莊，由扎波羅熱州梅利托波爾區的新瓦西里夫卡市鎮負責管轄。該村距離貝西迪夫卡1公里，始建於1884年，面積1.205平方公里，海拔高度63米，2001年人口265。